# Giovanni Marcora

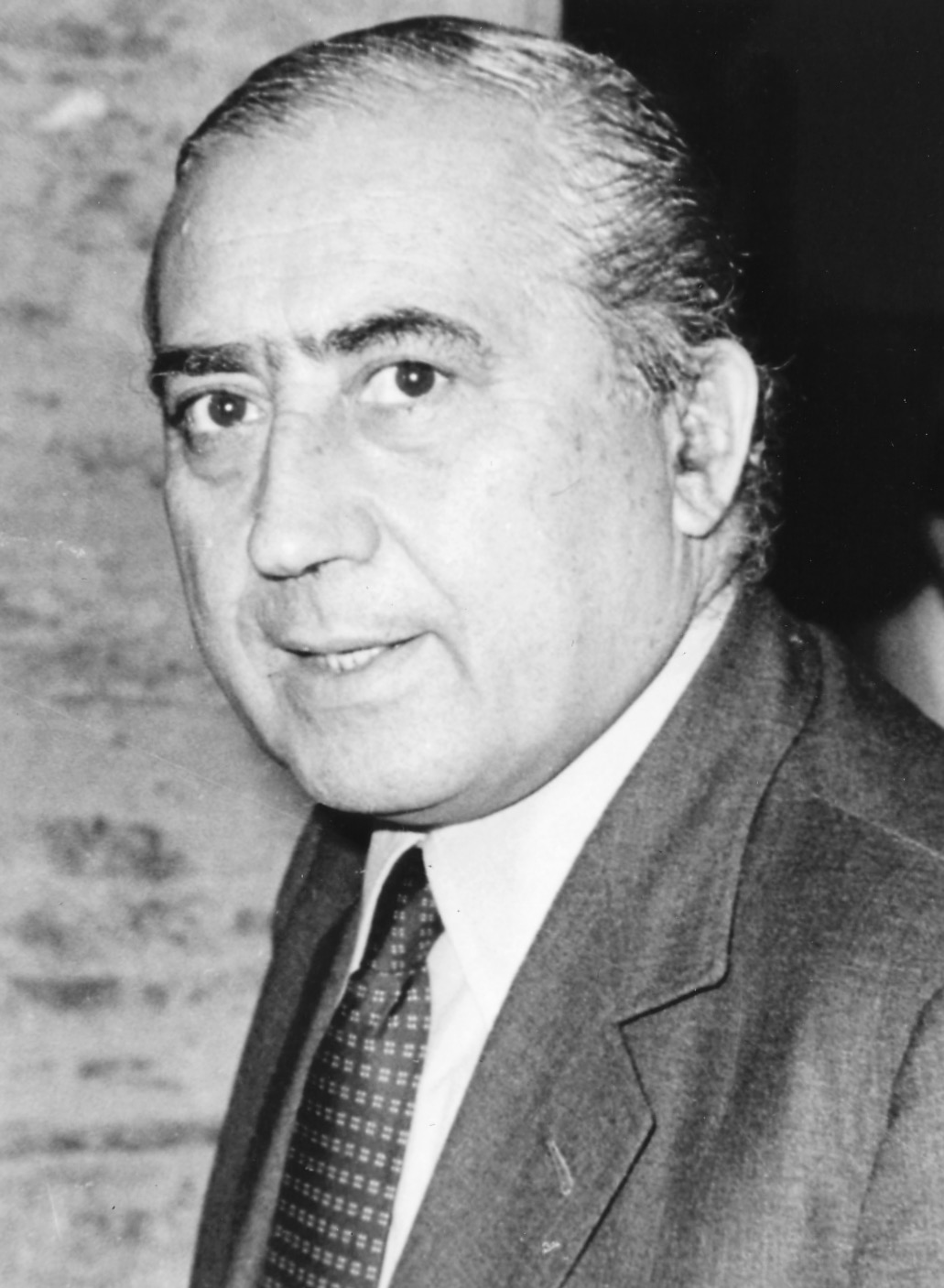
Giovanni Marcora

Giovanni Andrea Marcora (* 28. Dezember 1922 in Inveruno, Provinz Mailand; † 5. Februar 1983 ebenda) war ein italienischer Politiker der Democrazia Cristiana (DC), der von 1968 bis zu seinem Tode 1983 Mitglied des Senats (Senato della Repubblica) war. Er bekleidete mehrere Ministerämter in verschiedenen Regierungen.

## Leben
Marcora engagierte sich im Zweiten Weltkrieg in der Widerstandsbewegung Resistenza und gehörte zu der von Alfredo Di Dio angeführten antifaschistischen Brigate Fiamme Verdi. Für seinen Einsatz wurde er mit dem Ehrenzeichen der patriotischen Freiwilligen für die Freiheit (Distintivo d’onore per i patrioti „Volontari della Libertà“) sowie der Medaille zum Gedenken an den Befreiungskrieg (Medaglia commemorativa della guerra di liberazione) ausgezeichnet. Nach Kriegsende gründete er die der Democrazia Cristiana nahestehende Zeitschrift La Base und war Wirtschaftsmanager sowie Unternehmer.
Am 19. Mai 1968 wurde Marcora für die DC Mitglied des Senats (Senato della Repubblica) und vertrat in diesem bis zu seinem Tod am 5. Februar 1983 die Interessen der Region Lombardei. Während seiner Parlamentszugehörigkeit war er während der fünften Legislaturperiode von Juli 1968 bis Mai 1972 Mitglied des Senatsausschusses für Landwirtschaft und Forsten und danach in der sechsten, siebten und achten Legislaturperiode zwischen Juli 1972 und seinem Tode im Februar 1983 Mitglied des Landwirtschaftsausschusses des Senats.
Am 23. November 1974 wurde Marcora von Ministerpräsident Aldo Moro in dessen viertes Kabinett als Minister für Landwirtschaft und Forsten (Ministro dell’Agricoltura e Foreste ) erstmals in ein Ministeramt berufen und übte dieses Ministeramt auch im fünften Kabinett Moro, im dritten, vierten und fünften Kabinett Andreotti sowie im ersten und zweiten Kabinett Cossiga bis zum 18. Oktober 1980 aus. Im ersten und zweiten Kabinett Spadolini bekleidete er zwischen dem 28. Juni 1981 und dem 1. Dezember 1982 das Amt des Ministers für Industrie, Handel und Handwerk (Ministro dell’Industria, Commercio e Artigianato). Nach ihm ist das Marcora-Gesetz von 1985 benannt.